# Иванов, Владимир Андреевич (советский футболист)
Владимир Андреевич Иванов (род. 25 января 1942, Омск) — советский футболист, нападающий. Мастер спорта СССР. Тренер.

## Биография
Учился в школе № 1 Омска, сидел за одной партой с Виктором Игуменовым. Занимался лёгкой атлетикой. Чемпион Омска среди юношей в беге на 100 метров. Футболом начал заниматься у Владимира Антоновича Бреусова в физкультурной организации моторостроительного завода имени Баранова, затем тренировался у Николая Михайловича Ревякина.
В 1961 году был приглашён в омский «Иртыш». Армейскую службу проходил в 1963—1965 годах в новосибирских командах «Звезда» и СКА. В домашней игре 1/16 финала Кубка СССР 1965 против «Динамо» Киев (2:1) забил оба мяча. В игре 1/8 против донецкого «Шахтёра» (1:2, д. в.) вынудил соперника забить в свои ворота.
В течение пяти лет играл за сборную РСФСР. Имел приглашения от московского «Спартака», ленинградского «Зенита», «Шахтёра». 1966 год отыграл в «Шахтёре» Прокопьевск. В 1967 году вернулся в «Иртыш», который возглавил Николай Ревякин. В 1971 году перешёл в «Автомобилист» Красноярск, в 1974 году завершил карьеру.
Два года проработал в красноярской ДЮСШ. В 1976 году по приглашению Сулеймана Демерджи стал играющим тренером «Автомобилиста». Вскоре вместе с ним в Богучанах организовал школу олимпийского резерва по футболу. В 1986 году — тренер, в 1987 году, по июль — главный тренер «Автомобилиста». Вернулся в Омск, где стал тренером ДЮСШ-14 (РЦПФ «Иртыш»).